# Chomentów

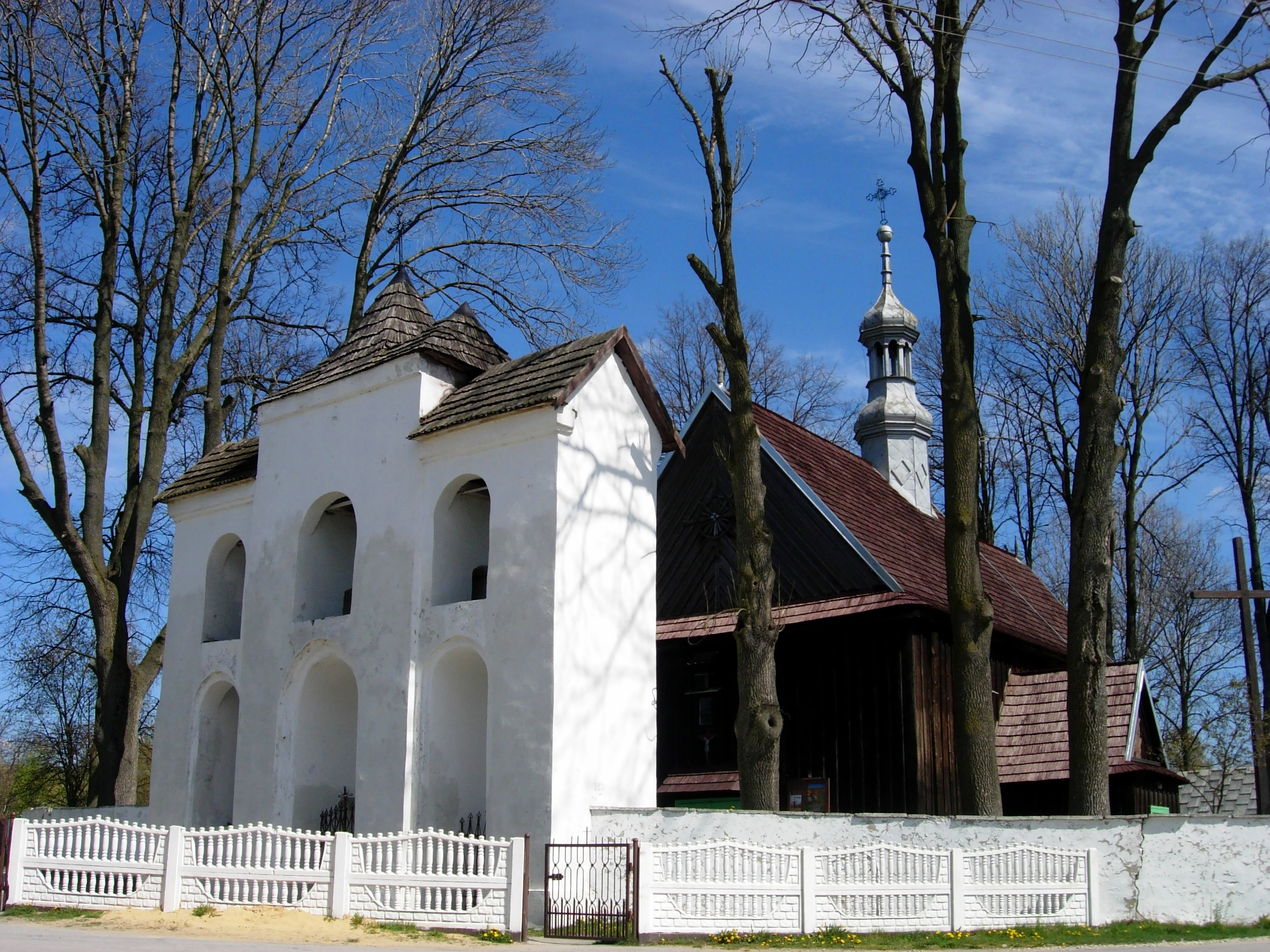
Dzwonnica i kościół w Chomentowie

Chomentów – wieś w Polsce położona w województwie świętokrzyskim, w powiecie jędrzejowskim, w gminie Sobków. Ma status sołectwa.

## Części wsi
| SIMC    | Nazwa        | Rodzaj     |
| ------- | ------------ | ---------- |
| 0270260 | Michalinówka | osada      |
| 1016457 | Poduchowne   | przysiółek |

## Historia
W 1328 właściciele Chomentowa: Jakub i Mikołaj ufundowali tu drewniany kościółek. Stanął on przy rozwidleniu dróg, które prowadziły do Korytnicy, Chmielowic i Siedlec.
W 1331 miała miejsce konsekracja świątyni, której dokonał biskup krakowski Jan Grot. Wówczas też powstała miejscowa parafia, wydzielona z parafii Kije. W jej skład weszły wsie: Chomentów, Drochów, Jawór, Lipa oraz Staniowice.
W XVI w. kościół został zamieniony w zbór protestancki przez jednego z właścicieli wsi, Kiliana Łukowskiego. Źródła katolickie z tego okresu wspominają o profanacji świątyni. Kościół zwrócono katolikom na początku XVII w. Należące do niego dobra jednakże, dopiero po procesie, który zakończył się w 1619.
W okresie pomiędzy 1711 a 1744 powstał nowy kościół. Konsekrował go w 1744 biskup Michał Ignacy Kunicki.
W latach 1975–1998 miejscowość administracyjnie należała do województwa kieleckiego.

## Zabytki
- Drewniany kościół pw. św. Marii Magdaleny, wzniesiony przed 1744 r. Składa się z kwadratowej nawy oraz węższego i niższego od niej prezbiterium. Do prezbiterium przylega od północy zakrystia, a od południa kwadratowa kruchta. Wnętrza przykryte są płaskimi stropami. Barokowy ołtarz główny pochodzi z początku XVIII w. Także ołtarze boczne i ambona są w stylu barokowym. Na ołtarzu głównym znajdują się siedemnastowieczne obrazy przedstawiające Madonnę z Dzieciątkiem, Anioła z młodym Tobiaszem oraz św. Mateusza. Organy kościoła zakupione zostały w 1882[7].
- Murowana dzwonnica, typu bramnego. Jest to budowla piętrowa, trzyosiowa, o trzech wierzchołkach nakrytych gontowymi daszkami. Środkowa część jest nieco wyższa od pozostałych[7].

Kościół oraz dzwonnica zostały wpisane do rejestru zabytków (nr rej.: 150/1-2 z 2.10.1956 i z 11.02.1967).